# Elecciones provinciales de Tucumán de 1987
Las elecciones generales de la provincia de Tucumán de 1987 tuvieron lugar el domingo 6 de septiembre del mencionado año con el objetivo de elegir a los 60 miembros del Colegio Electoral que elegirían al Gobernador para el período 1987-1991, y renovar la mitad de ambas cámaras de la Legislatura Provincial, con 10 de los 20 senadores y 20 de los 40 diputados en juego. Fueron los últimos comicios donde se utilizaría el sistema de Colegio Electoral para la elección de Gobernador, y el sistema escalonado para la Legislatura, que tras la reforma de 1989 pasaría también a ser unicameral. En medio de la mala situación económica durante el gobierno de Pedro Fernando Riera, del Partido Justicialista (PJ), que enfrentaba fuertes divisiones en el ámbito provincial; y ante el descrédito nacional de la Unión Cívica Radical (UCR), gobernante entonces del país, el bipartidismo sufrió un fuerte colapso en estos comicios ante la aparición de otros dos candidatos con posibilidades, causando que el Colegio Electoral no fuese concluyente.
Rubén Chebaia, hasta entonces intendente de San Miguel de Tucumán y candidato de la UCR, obtuvo la primera minoría con el 33.57% de los votos y 22 de los 60 electores, imposibilitado para ser electo por sí solo. José Domato, del oficialismo provincial, quedó segundo con el 24.81% y 14 electores. En tercer lugar quedó Renzo Cirnigliaro, del Frente de Acción Provinciana (FAP), una facción disidente del justicialismo, con el 19.80% de los votos y 12 electores. En cuarto lugar quedó el exgobernador de facto durante la dictadura, Antonio Domingo Bussi, que revivió enormemente el partido Defensa Provincial - Bandera Blanca (DP-BB) con un 18.61% de los sufragios y los 12 electores restantes.
En el plano legislativo, la UCR obtuvo la segunda minoría en la Cámara de Diputados al obtener tan solo 7 de las 20 bancas en disputa (quedando con 16 bancas en total). El PJ obtuvo 6, manteniendo la primera minoría con 17 bancas y perdiendo la mayoría absoluta. Tanto el FAP como DP-BB ingresaron al legislativo por primera vez con 4 y 3 bancas respectivamente. En el Senado Provincial, el justicialismo también perdió la mayoría al recibir 3 bancas, quedando con 9. El radicalismo obtuvo 4 y quedó con 8. El FAP obtuvo 2 senadores y DP-BB solo uno.
Con el Colegio Electoral sin una mayoría concluyente y las cuatro facciones enfrentadas, finalmente Domato consiguió la mayoría de votos electorales por un muy escaso margen, ascendiendo a la gobernación a pesar de haber sido el segundo candidato por voto popular. Esta controvertida llegada al poder, sumado a su falta de mayoría parlamentaria, provocaría una crisis política, que ya se venía gestando bajo el gobierno de Riera, y que culminó con la reforma constitucional de 1989 que abolió el sistema de Colegio Electoral.

## Contexto
Pedro Fernando Riera, del Partido Justicialista, fue elegido gobernador de Tucumán en 1983, al finalizar la dictadura militar autodenominada Proceso de Reorganización Nacional. Su partido obtuvo mayoría en ambas cámaras de la Legislatura en una elección muy competitiva contra la Unión Cívica Radical. En 1985, en las primeras elecciones de medio término, aunque la UCR triunfó por voto popular, el PJ obtuvo más escaños y conservó la mayoría tanto en la Cámara de Diputados como en el Senado Provincial debido al sistema electoral vigente en la provincia. La última elección habían sido muy cerrada y sumamente polarizada entre el PJ y la UCR, que acapararon juntos alrededor del 89% de los votos válidamente emitidos, y su diferencia apenas superó el punto porcentual.
Sin embargo, a lo largo de la segunda mitad del mandato de Riera, la economía sufrió un declive y el peronismo comenzó a sufrir escisiones, creándose el Frente de Acción Provinciana, con Renzo Cirnigliaro como candidato a gobernador. Por otro lado, la UCR, que presentaba al intendente de San Miguel de Tucumán Rubén Chebaia, estaba muy deslegitimada por el caótico mandato del presidente Raúl Alfonsín a nivel nacional.
Otro candidato destacable en estos comicios fue Antonio Domingo Bussi. Bussi había accedido a la gobernación de facto de la provincia en marzo de 1976 luego del derrocamiento del gobierno constitucional, y se mantuvo en el cargo hasta principios de 1978. Durante su breve gobernación, se cometieron masivas violaciones a los derechos humanos en el contexto del terrorismo de Estado que se cometía en todo el país, siendo Tucumán en particular una de las provincias más castigadas por la represión. Bussi se benefició en diciembre]de 1986 de la Ley de Punto Final sancionada por el gobierno de Alfonsín, que puso fin en la práctica a los juicios por crímenes de lesa humanidad que se estaban llevando a cabo con posterioridad a la dictadura. El fin de las causas en su contra le permitió retornar a la vida política, por lo que se unió al antiguo partido Defensa Provincial - Bandera Blanca, que había gobernado Tucumán entre 1932 y 1934, durante la Década Infame.

## Resultados

### Gobernador
|  | 33,57 % |

|  | 24,81 % |

|  | 19,80 % |

|  | 18,61 % |

|  | 0,78 % |

|  | 0,66 % |

|  | 0,49 % |

|  | 0,43 % |

|  | 0,27 % |

|  | 0,21 % |

|  | 0,20 % |

|  | 0,12 % |

|  | 0,05 % |

|  | 0,00 % |

|  | 98,12 % |

|  | 0,65 % |

|  | 1,18 % |

|  | 0,04 % |

|  | 100 % |

|  | 81,16 % |

### Cámara de Diputados
|  | 34,18 % |

|  | 27,25 % |

|  | 18,48 % |

|  | 15,66 % |

|  | 1,38 % |

|  | 1,03 % |

|  | 0,58 % |

|  | 0,50 % |

|  | 0,31 % |

|  | 0,26 % |

|  | 0,21 % |

|  | 0,16 % |

|  | 0,06 % |

|  | 0,00 % |

|  | 95,20 % |

|  | 0,94 % |

|  | 1,10 % |

|  | 2,76 % |

|  | 100 % |

|  | 81,16 % |

### Senado
|  | 34,22 % |

|  | 27,24 % |

|  | 18,52 % |

|  | 15,66 % |

|  | 1,36 % |

|  | 0,94 % |

|  | 0,56 % |

|  | 0,49 % |

|  | 0,31 % |

|  | 0,28 % |

|  | 0,21 % |

|  | 0,16 % |

|  | 0,06 % |

|  | 0,00 % |

|  | 95,41 % |

|  | 0,93 % |

|  | 1,06 % |

|  | 2,59 % |

|  | 100 % |

|  | 81,16 % |

## Pronunciación del Colegio Electoral
Chebaia se declaró ganador el día de los comicios, al mismo tiempo que comenzaban las negociaciones del Colegio Electoral. La primera minoría de Chebaia, así como los pobres resultados de las facciones justicialistas de Domato y Cirnigliaro fueron opacados por el sorpresivo resultado de Bussi, que atrajo la atención nacional. El candidato radical a gobernador de Buenos Aires, Juan Manuel Casella, que había sido derrotado por Antonio Cafiero el mismo día, mostró su alarma por la cantidad de votos obtenida por el exgobernador de facto, y declaró: "Puedo analizar con frialdad lo que pasó en Buenos Aires, pero lo que realmente me preocupa es lo de Bussi en Tucumán". El peronismo tucumano guardó silencio, y la única figura que se pronunció respecto a los comicios fue la senadora Olijela del Valle Rivas, que declaró que "fue una verdadera fiesta cívica".
En el Colegio Electoral, el radicalismo tenía la primera minoría con 22 electores, a 9 de alcanzar la gobernación. El peronismo dividido ocupaba 14 y 12, por lo que incluso unidos tampoco resultaban suficientes, resultando crucial el apoyo del naciente bussismo para garantizar la elección de un Gobernador. El padre de Chebaia, José Chebaia, había sido funcionario del gobierno de Amado Juri (predecesor constitucional de Bussi) y fue una de las primeras víctimas fatales de la represión el 24 de marzo de 1976, noche del golpe de Estado, cuando el propio Bussi lo detuvo junto a los demás miembros de la administración peronista, por lo que el candidato radical rehusó tajantemente pactar con él. Finalmente, el FAP apoyó al PJ y con algunos electores de Bussi se consagró la elección de Domato, quien fue investido gobernador el 11 de diciembre.
En agosto de 2008, el hijo de Bussi, Luis Bussi, denunció que Alfredo Terraf, anteriormente vicepresidente del comité provincial de la UCR y entonces fiscal a cargo de varias causas en contra de la familia del represor, había ofrecido en 1987 a Bussi varios ministerios y el control de la Caja Popular de Ahorros de la provincia a cambio de que los electores de Defensa Provincial - Bandera Blanca votaran a favor de Chebaia. Sin embargo, Terraf rechazó rotundamente estas acusaciones, admitiendo que se reunió con Bussi durante diez minutos después de la elección para exigirle que sus electores votaran a Chebaia "en defensa de la legítima voluntad popular", sin negociaciones de por medio.